# جين بايرنز
جين بايرنز (بالإنجليزية: Gene Byrnes)‏ هو رسام كارتون أمريكي، ولد في 18 مارس 1889 في نيويورك في الولايات المتحدة، وتوفي بنفس المكان في 26 يوليو 1974.

## وصلات خارجية
- جين بايرنز على موقع IMDb (الإنجليزية)
- جين بايرنز على موقع قاعدة بيانات الفيلم (الإنجليزية)